# George Cary Eggleston
George Cary Eggleston (26 de noviembre de 1839 – 14 de abril de 1911) fue un escritor estadounidense, hermano del autor Edward Eggleston (1837–1902). Hijos de Joseph Cary Eggleston y Mary Jane Craig. Tras la guerra civil estadounidense, publicó historias sobre su tiempo como soldado de la Confederación en The Atlantic Monthly. Estos artículos serializados fueron luego recopilados, expandidos y publicados bajo el título: "Los recuerdos de un rebelde". También sirvió como editor de la revista Hearth and Home a principios de la década de 1870.

## Principales obras
Novelas
- A Man of Honor  1873 (serializada en Hearth and Home)
- The Wreck of the Red Bird [1882]
- Juggernaut  1891
- Camp Venture, a story of the Virginia mountains [1901]
- A Carolina Cavalier, a Romance of the American Revolution [1902]
- Dorothy South  1902
- The Master of Warlock; a Virginia War Story [1903]
- Evelyn Byrd  1904
- Love is the Sum of It All  1907
- Blind Alleys [1906]
- Irene of the mountains; a romance of old Virginia [1909]

Publicaciones juveniles
- Big Brother Series  1875-1882
- Strange Stories from History  1886

Miscelánea
- How to Educate Yourself: With or Without Masters  1872
- A Rebel's Recollections  1874
- How to Make a Living: Suggestions Upon the Art of Making, Saving, and Using Money  1875
- "Red Eagle and the Wars with the Creek Indians of Alabama” 1878
- The First of the Hoosiers: Reminiscences of Edward  Eggleston  1903
- Recollections of a Varied Life  1910
- The History of the Confederate War  1910